# Lila Kedrova
Lila Kedrova (in russo Лиля Кедрова?; Pietrogrado, 9 ottobre 1918 – Sault-Sainte-Marie, 16 febbraio 2000) è stata un'attrice francese di origine russa.
Vinse il premio Oscar alla miglior attrice non protagonista nel 1965 per il suo ruolo di Hortensia in Zorba il greco.

## Biografia
Subito dopo la rivoluzione d'ottobre il padre della Kedrova fuggì in Germania con la famiglia. Già all'età di 15 anni la futura attrice era un'eccellente pianista che si affermò presto sulle scene parigine.
Approdò al cinema solo all'inizio degli anni cinquanta e si specializzò in ruoli di caratterista, dando vita a personaggi tormentati e votati al fallimento, come la tossicodipendente de La grande razzia (1955) di Henri Decoin e l'alcolizzata in Zorba il greco (1964) di Michael Cacoyannis, che nel 1965 le valse il premio Oscar alla miglior attrice non protagonista.
Con i capelli dalla tonalità fiammeggiante e con la voce roca, fece una delle sue ultime grandi apparizioni nel thriller Il sipario strappato (1966) di Alfred Hitchcock, accanto a Paul Newman e Julie Andrews, nel quale interpretò il ruolo della tenera contessa polacca ansiosa di lasciare Berlino Est. In seguito apparve in pellicole di vario genere, tra cui la commedia Penelope, la magnifica ladra (1966) di Arthur Hiller, il film di spionaggio Lettera al Kremlino (1970) di John Huston e l'inquietante thriller L'inquilino del terzo piano (1976) di Roman Polański, nel ruolo di Madame Gaderian. Tra le sue ultime interpretazioni di rilievo, quella della moglie morente in Come far volare il tempo (1980) di Lee Grant.

## Filmografia parziale

con Gino Cervi nel film Maigret a Pigalle (1967)

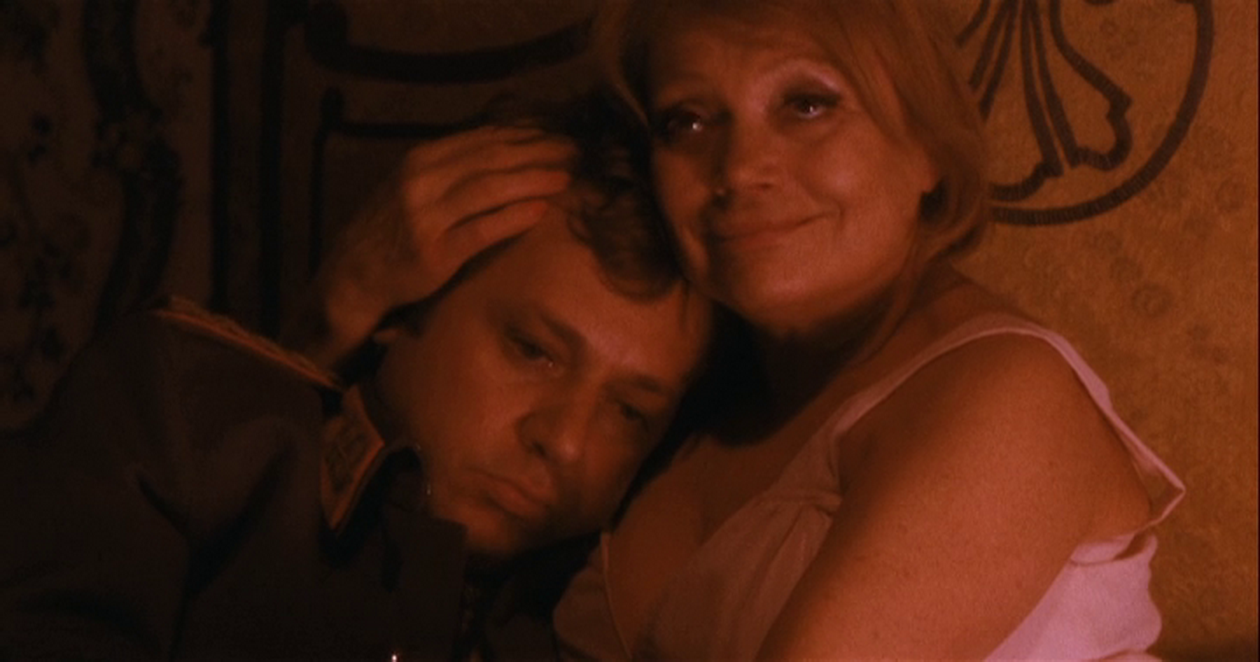
con Paolo Villaggio nel film Alla mia cara mamma nel giorno del suo compleanno (1974)

- Via senza ritorno (Weg ohne Umkehr), regia di Victor Vicas (1953)
- Il grande giuoco (Le Grand Jeu), regia di Robert Siodmak (1954)
- Lo spretato (Le Défroqué), regia di Léo Joannon (1954)
- Ragazze folli (Futures Vedettes), regia di Marc Allégret (1955)
- La grande razzia (Razzia sur la chnouf), regia di Henri Decoin (1955)
- Appuntamento al Km. 424 (Des gens sans importance), regia di Henri Verneuil (1956)
- Calle Mayor, regia di Juan Antonio Bardem (1956)
- Montparnasse (Montparnasse 19), regia di Jacques Becker (1958)
- Femmina (La Femme et le pantin), regia di Julien Duvivier (1959)
- La donna dell'altro (Jons und Erdme), regia di Victor Vicas (1959)
- Zorba il greco (Alexis Zorbas), regia di Michael Cacoyannis (1964)
- Concerto per un assassino (La Mort d'un tueur), regia di Robert Hossein (1964)
- Ciclone sulla Giamaica (A High Wind in Jamaica), regia di Alexander Mackendrick (1965)
- Il sipario strappato (Torn Curtain), regia di Alfred Hitchcock (1966)
- Penelope, la magnifica ladra (Penelope), regia di Arthur Hiller (1966)
- Maigret a Pigalle, regia di Mario Landi (1967)
- L'implacabile caccia (Le Canard en fer blanc), regia di Jacques Poitrenaud (1967)
- Tenderly, regia di Franco Brusati (1968)
- Lettera al Kremlino (The Kremlin Letter), regia di John Huston (1970)
- Tempo d'amare (A Time for Loving), regia di Christopher Miles (1972)
- Soffici letti, dure battaglie (Soft Beds, Hard Battles), regia di Roy Boulting (1974)
- Alla mia cara mamma nel giorno del suo compleanno, regia di Luciano Salce (1974)
- Le orme, regia di Luigi Bazzoni (1974)
- Il medaglione insanguinato, regia di Massimo Dallamano (1975)
- L'inquilino del terzo piano (Le Locataire), regia di Roman Polański (1976)
- Chiaro di donna (Clair de femme), regia di Costa-Gavras (1979)
- Come far volare il tempo (Tell Me a Riddle), regia di Lee Grant (1980)
- Il turno, regia di Tonino Cervi (1981)
- Testament, regia di Lynne Littman (1983)
- La prossima volta il fuoco, regia di Fabio Carpi (1993)

## Riconoscimenti
- Premio Oscar
  - 1965 – Miglior attrice non protagonista per Zorba il greco

## Doppiatrici italiane
- Lydia Simoneschi in Zorba il greco, Ciclone sulla Giamaica, Il sipario strappato, Lettera al Kremlino, Alla mia cara mamma nel giorno del suo compleanno, Le orme
- Wanda Tettoni in La grande razzia, Penelope, la magnifica ladra
- Laura Carli in Appuntamento al Km. 424
- Franca Dominici in Femmina
- Cesarina Gheraldi in Maigret a Pigalle
- Anna Miserocchi in Soffici letti, dure battaglie
- Benita Martini in Il medaglione insanguinato
- Isa Bellini in L'inquilino del terzo piano
- Rosetta Calavetta in Chiaro di donna